# Giuseppe Di Maria
Giuseppe Di Maria (Cianciana, 18 gennaio 1936 – Sciacca, 3 agosto 2018) è stato un criminale italiano.

## Il sequestro Agnello
È assurto agli onori della cronaca dapprima nel 1955, quando non ancora ventenne sequestrò e tenne prigioniero per 55 giorni un ricco possidente della zona, il barone Francesco Agnello (che in seguito fonderà l’Associazione Amici della Musica), reato per il quale sconta 10 anni di carcere.

## La rapina in banca
Nel febbraio 1972, durante una rapina alla Banca Popolare di Novara di Carmagnola, spara ferendo diversi clienti e uccidendone uno. Abbandonato dai complici e catturato da una folla inferocita sfugge al linciaggio solo per l’intervento dei Carabinieri, che lo salvano in extremis.

## Il carcere e i contatti con le Brigate Rosse
Viene condannato all’ergastolo, poi commutato in 30 anni di carcere, durante i quali tenta più volte la fuga, anche in complicità con alcuni brigatisti rossi conosciuti in galera (Alberto Franceschini, in particolare).
La sua vicenda, considerata emblematica delle contraddizioni che contraddistinsero il dopoguerra italiano in generale e siciliano in particolare, è stata raccontata almeno due volte: dapprima in uno dei libri che Renato Candida - il Maggiore dei Carabinieri che lo arrestò nel 1955 riuscendo a liberare il giovane sequestrato – dedicò ai fenomeni criminali dell’agrigentino, Mafia insoluta; in seguito, nel libro inchiesta di Giuliana Saladino Terra di rapina, in cui Giuseppe di Maria diventa “vittima di una storia e di una società con poche vie d'uscita”.